# Đàm Luân
Đàm Luân (chữ Hán: 譚綸, 4 tháng 8 năm 1519 – 20 tháng 4 năm 1577), tự Tử Lý, người huyện Nghi Hoàng , xuất thân Tiến sĩ, tướng lãnh nhà Minh, có công đánh dẹp Uy khấu, tề danh với danh tướng Thích Kế Quang, được gọi là “Đàm, Thích”. Đương thời danh tướng nhà Minh ngoài Đàm Luân còn có Thích Kế Quang, Du Đại Du, Lưu Hiển và Lý Thành Lương, ông nổi trội hơn cả ở tài luyện binh.

## Đánh dẹp Uy khấu, an định miền nam
Năm Gia Tĩnh thứ 23 (1544), Luân đỗ Tiến sĩ, được trừ chức Nam Kinh Lễ bộ chủ sự, trải qua chức vụ Chức Phương lang trung, thăng Đài Châu tri phủ. Luân tính trầm nghị, hiểu việc binh. Bấy giờ Đông Nam có nạn Uy khấu đã 4 năm, triều đình bàn bạc việc huấn luyện hương binh chống giặc. Tham tướng Thích Kế Quang xin hẹn 3 năm thì có thể dùng binh, Luân cũng huấn luyện ngàn người, lập ra phép Thúc ngũ , từ bì tướng trở xuống chịu tiết chế theo cấp bậc. Sau khi đội quân này được chia đếm rõ ràng, tiến dừng như một, không lâu sau đã trở nên tinh nhuệ. Uy khấu xâm phạm Sách Phổ, Luân tự làm tướng đi đánh, 3 trận thắng cả 3. Uy khấu lại từ Tùng Môn, Thiền Hồ cướp bóc 6 huyện bên cạnh, tiến vây Đài Châu, không hạ được bỏ đi; chuyển sang cướp bóc Tiên Cư, Lâm Hải. Luân bắt chém bằng sạch, được tiến làm Hải đạo phó sứ. Luân mộ thêm con nhà tử tế ở Chiết Đông để dạy dỗ họ, thì Thích Kế Quang đã luyện binh đúng kỳ hẹn, nên Luân nhân đó thu dùng họ và bỏ những binh khách không chịu tuân theo sự điều động. Uy khấu từ Tượng Sơn chợt đến Đài Châu, Luân liên tiếp phá địch ở Mã Cương, Hà Gia Thạch Lãm, lại cùng Kế Quang phá địch ở Cát Phụ, Nam Loan. Luân được gia chức Hữu tham chánh, gặp lúc có tang nên rời chức; nhờ thượng thư Dương Bác tiến cử nên được khởi dùng, lại nắm binh sĩ Chiết Giang, tham gia đánh dẹp nghĩa quân của người Nhiêu Bình là Lâm Triều Hi. Triều Hi tấn công Trình Hương. Vũ Bình tri huyền Từ Phủ Tể cố thủ rồi tìm cách ly gián nghĩa quân. Triều Hi sợ hãi bỏ chạy, Luân cùng quân đội Quảng Đông đuổi theo, bắt được. Sau đó Luân được đổi làm quan ở Phúc Kiến, xin tiếp tục chịu tang nên rời chức.
Thích Kế Quang đã quét sạch Chiết Đông, Uy khấu chuyển vào Phúc Kiến. Từ Phúc Ninh Phủ  đến Chương, Tuyền, ngàn dặm bị bọn chúng xới lên, Thích gia quân dần dẹp yên được. Nhưng họ lui về, Uy khấu lại xâm phạm Thiệu Vũ, chiếm Hưng Hóa . Mùa xuân năm thứ 42 (1563), Luân được triều đình tái khởi dùng, cất nhắc làm Hữu thiêm đô ngự sử, tuần phủ Phúc Kiến. Uy khấu đồn trú thành Khi Đầu, đô chỉ huy Âu Dương Thâm trúng mai phục mà chết; Uy khấu thừa thắng chiếm cứ Bình Hải Vệ, lấy mất Chánh Hòa, Thọ Ninh, chẹn các lối ra biển làm kế quay về. Luân dựng công sự chẹn đường, Uy khấu không thể đi tiếp, dời doanh trại đến Chử Lâm. Sau khi Thích Kế Quang đến, Luân tự mình nắm Trung quân, điều động các Tổng binh quan Lưu Hiển, Du Đại Du nắm 2 cánh quân tả, hữu; lệnh cho Kế Quang đem trung quân xông vào lũy địch, 2 cánh tả, hữu theo sau. Quân Minh đại phá Uy khấu, giành lại 1 phủ, 2 huyện. Có chiếu gia cho Luân chức Hữu phó đô ngự sử. Luân cho rằng khu vực Duyên, Kiến, Đinh, Thiệu bị tàn phá rất nặng, xin hoãn thu thuế. Luân lại khảo xét cựu chế, dựng 5 thủy trại, chẹn hải khẩu, tiến cử Kế Quang làm Tổng binh quan để trấn thủ. Uy khấu lại vây Tiên Du, Luân, Kế Quang đại phá địch dưới thành. Sau đó Thích gia quân phá Uy khấu ở Vương Thương Bình, Thái Phi Lĩnh, tàn dư bọn cướp bỏ chạy, khu vực Quảng Đông đều an định. Luân dâng sớ xin trở về chịu tang, Minh Thế Tông đồng ý.
Mùa đông năm thứ 44 (1565), Luân được khởi dùng chức quan cũ, làm tuần phủ Thiểm Tây, chưa đến nhận chức thì dân ở Đại Túc nổi dậy, chiếm 7 thành. Có chiếu đổi Luân nhận chức ở Tứ Xuyên, đến nơi thì nghĩa quân đã bị dẹp. Thổ tù Phượng Kế Tổ ở Vân Nam nổi dậy, thua chạy vào Hội Lý, Luân hội sư đánh dẹp được. Được tiến làm Binh bộ Hữu thị lang kiêm Hữu thiêm đô ngự sử, tổng đốc Lưỡng Quảng quân vụ kiêm Tuần phủ Quảng Tây. Luân chiêu hàng được nghĩa quân Lĩnh Cương là bọn Giang Nguyệt Chiếu.

## Đại tu biên phòng, bảo vệ miền bắc
Luân lão luyện việc binh, triều đình dựa vào ông để đánh dẹp, nơi nào có chiến sự lập tức được điều đến, ở chức không khi nào đầy năm. Đến nay giặc giã ở phương nam đã định, nhưng nỗi lo vùng biên chưa thôi. Năm Long Khánh đầu tiên (1567), cấp sự trung Ngô Thì Lai xin triệu Luân, Kế Quang luyện binh. Có chiếu chinh Luân về bộ, tiến làm Tả thị lang kiêm Hữu thiêm đô ngự sử, tổng đốc Kế, Liêu, Bảo Định quân vụ. Luân dâng sớ rằng:
| “ | Lính Kế (Trấn) (nay là huyện Kế), Xương (Bình) không đầy 10 vạn, mà già yếu quá nửa, chia thuộc chư tướng, phân tán trong khoảng 2000 dặm. Địch tụ công, ta phân thủ, nhiều ít mạnh yếu không đồng đều, nên có người gấp xin luyện binh. Nhưng bốn cái khó không vượt qua được, binh rốt cục không thể luyện. Ôi sở trường của địch ở kỵ, nếu không triệu mộ 3 vạn người chuyên cần tập xa chiến, thì không đủ để chế địch. Tính lương tháng của 3 vạn người, hằng năm là 54 vạn, đây là cái khó thứ nhất. Nhuệ khí của binh sĩ Yên, Triệu ở việc biên phòng đã hết, nếu không mộ lính thạo chiến đấu Ngô, Việt 12000 người để dạy các món tạp môn, thì việc ắt không thành. Thần với Kế Quang triệu, họ có thể đến ngay, nhưng nhiều người bàn luận cho rằng không thể. Dùng mà không chuyên, đây là cái khó thứ hai. Quân sự chuộng nghiêm, mà binh sĩ Yên, Triệu vốn kiêu, chợt thấy quân pháp, ắt sợ hãi chấn động lắm. Vả lại nơi này gần kinh sư, lời đồn dễ nảy sinh, khiến cho binh sĩ trung thành và trí tuệ bị lôi kéo mà đình công, nuôi thêm nỗi lo khác, đây là cái khó thứ ba. Binh ta vốn chưa từng gặp địch, đánh mà thắng được, thì đối phương không tâm phục. Nếu có thể lại phá địch, (sẽ khiến kẻ địch) chịu vết thương cả đời, nhưng thói ghen tỵ dễ nảy sinh; muốn tái cất quân, vạ đến trước rồi. Đây là cái khó thứ tư. Kế hoạch ngày nay, xin điều 3 vạn tiêu binh của Kế Trấn, Chân Định , Đại Danh, Tỉnh Hình cho đến đốc phủ (tức tổng đốc, tuần phủ), chia làm 3 doanh, lệnh cho tổng binh, tham (tướng), du (kích) chia ra chỉ huy, rồi thụ cho Kế Quang trách nhiệm làm Tổng lý luyện binh. Xuân thu 2 mùa phòng bị, 3 doanh binh đều dời đến gần biên thùy. (Địch) đến thì ngăn giữ ngoài biên, (địch) vào thì quyết tử trong biên. Hai việc này không hiệu quả, thì thần không dám trốn tội. Nhưng luyện binh không thể sớm tối là xong, này phòng bị mùa thu đã gần, xin nhanh chóng điều 3000 binh Chiết (Giang), để vượt qua lúc cấp bách. 3 năm sau, biên quân đã luyện, sai (họ) về. | ” |

Có chiếu đáp ứng mọi điều trong sớ, còn lệnh cho Luân, Kế Quang bàn bạc việc chia lập 3 doanh. Luân nhân đó nói: “Kế Trấn luyện binh đã 10 năm, nhưng không có hiệu quả, là bởi dùng mà không chuyên, làm mà không đến. Nay nên giao trách nhiệm cho thần Luân, Kế Quang, được phép chuyên quyết, chớ để tuần án, tuần quan ngự sử tham dự vào giữa chừng.” Một khi việc binh bắt đầu, quan viên biên phòng sẽ bị dư luận dẫn dắt, không thể làm việc, nên Luân mới nói trước như vậy! Quả nhiên tuần phủ Lưu Ứng Tiết dị nghị, tuần án ngự sử Lưu Tùy, tuần quan ngự sử Tôn Đại Hựu hặc Luân tự chuyên. Minh Mục Tông nghe theo Trương Cư Chánh, đem hết việc binh ủy thác cho Luân, rồi dụ bọn Ứng Tiết không được cản trở.
Luân xem xét mức độ hiểm yếu của các biên ải, đường sá xa gần, chia Kế Trấn làm 12 lộ, mỗi lộ 1 viên tiểu tướng; tổng cộng lập 3 doanh: Đông ở Kiến Xương, phòng bị Yên Hà về phía đông, Trung ở Tam Đồn phòng bị Mã Lan, Tùng, Thái, Tây ở Thạch Hạp phòng bị Tào Tường, Cổ Thạch. Chư tướng theo mùa huấn luyện, hỗ trợ lẫn nhau, mệnh lệnh rõ ràng. Mùa thu năm ấy, Kế, Xương không có cảnh báo. Khác với khi xưa phải điều binh Thiểm Tây, Hà Gian, Chánh Định đến phòng bị mùa thu, đến đây thì bãi bỏ. Luân mới đến, tuần hành biên tái, nói với tướng tá rằng: “Mạt mã lệ binh (cho ngựa ăn, mài đồ binh), ganh nhau được thua từng hơi thở, thích hợp với phương nam; kiên bích thanh dã (tường chắc, đồng trống), ngồi đợi chế ngự kẻ xâm nhập, thích hợp với phương bắc.” Rồi cùng Kế Quang tính toán phương lược, đắp 3000 Ngự địch đài, từ Cư Dung đến Sơn Hải, khống chế yếu hại. Luân được triệu về làm Hữu đô ngự sử kiêm Binh bộ tả thị lang, Hiệp lý nhung chánh (tức là hiệp trợ xử lý quân sự). Đến lúc đài xây xong, Luân mộ thêm hơn 9000 binh Chiết để giữ. Biên phòng được đại tu, địch không dám xâm phạm; Luân nhờ công được tiến làm Binh bộ thượng thư kiêm Hữu đô ngự sử, Hiệp lý như cũ. Mùa đông năm ấy, Luân xin về hưu.

## Qua đời
Minh Thần Tông lên ngôi, Luân được khởi làm Binh bộ Thượng thư. Đầu niên hiệu Vạn Lịch, Luân được gia hàm Thái tử Thiếu bảo. Cấp sự trung Lạc Tuân hặc Luân không xứng chức. Luân 3 lần dâng sớ xin bãi chức, Hoàng đế giáng chiếu an ủi giữ ông lại. Năm thứ 5 (1577), Luân mất khi đang ở chức, được tặng Thái tử Thái bảo, thụy là Tương Mẫn.
Luân trước sau tham gia việc binh gần 30 năm, lấy được cả thảy 21500 thủ cấp. Luân từng chiến đấu say sưa, máu chảy từ binh khí thấm đẫm cổ tay, rửa mãi mới sạch.